# Pelerinaj la Terra
Pilgrimage to Earth (Pelerinaj la Terra)  este o colecție de povestiri științifico-fantastice de Robert Sheckley din 1957. A fost publicată de Bantam Books.
Conține povestirile (apărute inițial în revistele trecute între paranteze):
1. "Pilgrimage to Earth" (Playboy 1956/9; cunoscută și ca "Love, Incorporated")
2. "All the Things You Are" (Galaxy 1956/7)
3. "Trap" (Galaxy 1956/2)
4. "The Body" (Galaxy 1956/1)
5. "Early Model" (Galaxy 1956/8)
6. "Disposal Service" (Bluebook 1955/1)
7. "Human Man's Burden" (Galaxy 1956/9)
8. "Fear in the Night" (Today's Woman 1952)
9. "Bad Medicine" (Galaxy 1956/7)
10. "Protection" (Galaxy 1956/4)
11. "Earth, Air, Fire and Water" (Astounding 1955/7)
12. "Deadhead" (Galaxy 1955/7)
13. "The Academy" (If 1954/8)
14. "Milk Run" (Galaxy 1954/9)
15. "The Lifeboat Mutiny" (Galaxy 1955/4)